# ميكلوس هوفر
ميكلوس هوفر (بالمجرية: Hofer Miklós)‏ هو مهندس معماري مجري، ولد في 8 مايو 1931 في Bozsok ‏ في المجر، وتوفي في 10 يناير 2011 في بودابست في المجر.